# Santiago García (urugwajski piłkarz)
Santiago Damián García Correa, ps. „Morro” (ur. 14 września 1990, zm. 4 lutego 2021) – urugwajski piłkarz, który grał jako napastnik. Jego ostatnim klubem był argentyński klub Godoy Cruz, w którym według opinii grał najlepiej w karierze, będąc najlepszym strzelcem klubu w argentyńskiej Primera División i idolem kibiców klubu. García był także najlepszym strzelcem sezonu 2017-18 w Argentynie Primera División, zdobywając 17 bramek.

## Kariera klubowa
García rozpoczął karierę w młodzieżowych drużynach Libertad Washington. Następnie dołączył do Nacional de Montevideo. Był uważany za jednego z najlepszych talentów urugwajskiej piłki nożnej.
W pierwszej drużynie pojawił się w 2008 roku, mając zaledwie 17 lat, przyciągając uwagę wszystkich swoją szybkością i siłą. Oficjalnie zadebiutował 27 lipca 2008 roku przeciwko Defensor Sporting Club, strzelając w tym meczu swojego pierwszego gola jako profesjonalny gracz. Po świetnych występach w Nacional, San Lorenzo de Almagro bezskutecznie próbował go zatrudnić.
Podczas ostatnich dwóch sezonów mistrzostw Urugwaju García brał udział w pierwszym zespole Nacional, chociaż nie był uważany za członka zespołu startowego. Sytuacja zmieniła się w sezonie 2010-11, w którym Garcia stał się nie tylko częścią ekipy startowej, ale także jednym z jej najcenniejszych zawodników. Udało mu się wygrać mistrzostwo Primera División z Nacionalem i zakończył sezon jako najlepszy strzelec ligi, zdobywając 23 gole w 28 meczach.
18 czerwca 2011 Garcia dołączył do brazylijskego Atlético Paranaense za 2 000 000 euro, podpisując pięcioletni kontrakt. Po nieudanym teście narkotykowym na doping kokainowy, García został sprzedany do klubu tureckiego Kasimpasa. W 2013 roku wrócił do Nacional, a rok później przeniósł się do River Plate, gdzie pozostał do stycznia 2016 roku, kiedy to został przejęty przez Godoy Cruz.
Z zespołem Mendocino García spędził najbardziej udane lata w historii klubu. Zespół zajął drugie miejsce za Boca Juniors w latach 2017–2018 (tylko 2 punkty za nim) i zakwalifikował się do Copa Libertadores 2017. Podczas 5 lat gry w Godoy Cruz, García został również najlepszym strzelcem klubu w Primera División.

## Kariera międzynarodowa
García był członkiem zespołu Urugwaju do lat 20, który brał udział w Mistrzostwach Świata FIFA U-20 2009, gdzie rozegrał trzy mecze i strzelił jednego gola.

## Śmierć i upamiętnienie
6 lutego 2021 po kilku dniach bez kontaktu García w wieku 30 lat został znaleziony martwy w swoim mieszkaniu w Godoy Cruz z raną postrzałową na prawym płacie ciemieniowym. Przed śmiercią był leczony psychiatrycznie. Później potwierdzono, że przyczyną śmierci było samobójstwo przez postrzał. Po wstępnych badaniach policji naukowej ustalono, że zmarł 4 lutego.
Po potwierdzeniu śmierci Garcíi Godoy Cruz ogłosił, że numer 18 noszony przez Garcíę podczas jego gry w klubie zostanie zastrzeżony w celu uhonorowania piłkarza.